# Campeonato de Gales de Rugby 2002-03
El Campeonato de Rugby de Gales (Principality Premiership) de 2002-03 fue la decimotercera edición del principal torneo de rugby de Gales.

## Sistema de disputa
El torneo se disputó en formato de todos contra todos en la que cada equipo enfrentó en condición de local y visitante a cada uno de sus rivales.
El equipo que al finalizar el torneo obtuviera mayor cantidad de puntos, se coronó como campeón del torneo.
Puntuación
Para ordenar a los equipos en la tabla de posiciones se los puntuará según los resultados obtenidos.
- 3 puntos por victoria.
- 1 puntos por empate.
- 0 puntos por derrota.

## Clasificación
| Pos. | Equipo     | Encuentros | Encuentros | Encuentros | Encuentros | Tantos | Tantos | Tantos | Puntos |
| Pos. | Equipo     | PJ         | PG         | PE         | PP         | F      | C      | Dif    | Puntos |
| ---- | ---------- | ---------- | ---------- | ---------- | ---------- | ------ | ------ | ------ | ------ |
| 1.º  | Bridgend   | 16         | 14         | 0          | 2          | 527    | 256    | +271   | 42     |
| 2.º  | Neath      | 16         | 11         | 1          | 4          | 539    | 363    | +176   | 34     |
| 3.º  | Cardiff    | 16         | 10         | 1          | 5          | 449    | 365    | +84    | 31     |
| 4.º  | Newport    | 16         | 9          | 0          | 7          | 533    | 393    | +140   | 27     |
| 5.º  | Llanelli   | 16         | 6          | 1          | 9          | 414    | 412    | +2     | 19     |
| 6.º  | Pontypridd | 16         | 6          | 1          | 9          | 370    | 390    | -20    | 19     |
| 7.º  | Swansea    | 16         | 6          | 0          | 10         | 402    | 539    | -137   | 18     |
| 8.º  | Ebbw Vale  | 16         | 4          | 0          | 12         | 269    | 401    | -132   | 12     |
| 9.º  | Caerphilly | 16         | 4          | 0          | 12         | 299    | 683    | -384   | 12     |

|  | Campeón. |

| Bandera de Gales |
| Campeón Bridgend |
| Primer título    |